# Maja Schöne
Maca Schöne (Stuttgart, Alemanya, 1976) és una actriu alemanya.
Tot i haver participat en diversos papers teatrals, televisius i cinematogràfics, va guanyar popularitat internacionalment per interpretar el paper de Hannah Kahnwald a la sèrie de Netflix Dark.

## Filmografia

### Cinema i televisió
- 2001: Schluss mit lustig!
- 2004: Cowgirl
- 2004: Der Traum vom Süden
- 2005: Tatort
- 2007: Polizeiruf 110
- 2008: Buddenbrooks
- 2008: 1. Mai
- 2009: Zarte Parasiten
- 2009: Wanna Be
- 2009: Summertime Blues
- 2010: KDD
- 2011: Polizeiruf 110
- 2011: Der Brand
- 2012: Stralsund
- 2013: Bella Block: Hundskinder
- 2014: Sternstunde ihres Lebens
- 2015: Blochin
- 2017: Neu in unserer Familie
- 2017: Dark